# Хамидова, Навбахор Нишоновна
Навбахор Нишоновна Хамидова (узб. Navbahor Hamidova; род. 7 февраля 2001, Самарканд) — узбекская боксёрша, выступающая в полусреднем весе. Участница Олимпийских игр 2024 года. Двукратный призёр чемпионатов мира (2023 и 2025 годов) (AIBA). Двукратная призёрша чемпионата Азии (2021, 2022).

## Биография
Выступает за сборную Узбекистана с 2019 года. Тренер — Эльшод Расулов. Пять раз становилась чемпионкой Узбекистана в различных возрастных категориях.
Хамидова завоевала серебряную медаль чемпионата Азии 2021 года в Дубае, проиграв финал Валентине Хальзовой . В следующем году в Аммане она взяла золотую медаль чемпионата Азии, победив в решающем поединке Чхве Хон Ын.
В конце сентября 2021 года Хамидова завоевала бронзовую медаль на 58-м чемпионате мира среди военных в Москве, проходившем под эгидой Международного совета военного спорта. В полуфинале она проиграла Саадат Далгатовой, которая впоследствии выиграла золотую медаль.
Участница чемпионата мира (IBA) в марте 2023 года в Индии, где уступила в 1/4 финала Иман Хелиф из Алжира. Тем не менее, Хелиф позднее была дисквалифицирована за несоответствие правилам Международной ассоциации бокса (IBA). По данным Олимпийского комитета Алжира, Хелиф был снята по медицинским показаниям; показавшим, что уровень тестостерона у неё был слишком высок для участия в соревнованиях. Таким образом, Хамидова была награждена бронзовой медалью.
На первом квалификационном турнире на Олимпийские игры 2024 года, который прошёл в Италии, узбекская спортсменка уступила в матче за путёвку на соревнования Марии Моронта (Доминиканская Республика). Со второй попытки, на отборочном турнире в Бангкоке, Хамидова завоевала путёвку на Олимпиаду, переиграв сербку Кристину Кулухову.
Олимпийский турнир в Париже 23-летняя Навбахор Хамидова начала с победы над американкой Морелле Маккене. В 1/4 финала она встретилась с Чэнь Няньцинь с Тайваня, которой уступила единогласным решением судей — 0:5.